# Amurar (lunfardo)
La palabra amurar tiene en lunfardo distintos significados, entre los cuales los más usuales son los de abandonar, encarcelar, no pagar deudas o empeñar un objeto. El vocablo ha sido utilizado en varios tangos en el sentido de “abandonar” y la hipótesis prevaleciente en cuanto a su origen es que se trata de un derivado del genovés.

## Significados
El filólogo italiano Giovanni Meo Zilio enumera los significados que ha encontrado documentados:
1) cerrar una puerta; 
2) encarcelar, encerrar;
3) pignorar, dar algo en prenda;
4) abandonar, dejar plantado, significado muy difundido a partir del tango Mi noche triste (1917) de Samuel Castriota y Pascual Contursi.
5) estafar, robar; y, por extensión ¿en cuánto lo han estafado?, ¿cuánto le deben?

## Origen
José Gobello escribió inicialmente que amurado proviene del italiano “murare”, que significa rodear de muros y que al comienzo se usó como equivalente a encarcelar, engayolar, para después derivar al significado de empeñar algún objeto; agrega que es posterior su utilización por abandonar, dejar plantado. En una obra posterior opinó que deriva del dialecto genovés "amurrá", que significa encallar, varar. Oscar Conde coincide con esta última opinión y por su parte Mario E. Teruggi dice que tanto puede estar derivada del genovés como del español murar, tapiar.
Giovanni Meo Zilio opina que las tres primeras acepciones citadas provienen del español murar, al que se le agregó la partícula “a” como sucede con otros verbos. Para la cuarta acepción acepta que derive del genovés murrá –encallar, estar en dificultades- y la quinta proviene de la anterior, esto es que al estafar a alguien se lo coloca en dificultades.

## Su uso en el tango
Señala Teruggi que además del proceso de creación espontánea del lunfardo, están también lo que define como “creadores profesionales de lunfardismos”, esto es autores teatrales, escritores en el sentido amplio (libretistas de radio, guionistas de cine), poetas, letristas de tango, etcétera. Algunos de ellos, para lograr una rápida y eficaz comunicación, recurren a lunfardismos –que contienen una carga afectiva-, difundidos en mayor o menor medida, e incluso los crean ad hoc. Se trata de un fenómeno que también se da en otros países y que Flexner y Wentworth denominan argot sintético o artificial.
En 1917, Pascual Contursi agregó letra a la música del tango Lita, de Samuel Castriota y lo tituló Percanta que me amuraste, usando la frase inicial:

Percanta que me amuraste

en lo mejor de mi vida.

Pero finalmente al ser incluido al año siguiente en el sainete Los dientes del perro se le dio el nombre de Mi noche triste, con el que se lo conoce actualmente.
Dice Carlos Mina:

”A partir de 1917 y durante casi toda la década del 20, el grupo más destacado de autores aborda como tema central de sus tangos el abandono femenino. En los tangos de esta época siempre hay una mujer que se va”.

En algunos de esos tangos de abandono escritos en lunfardo, aparece el vocablo amurar:
- Flor de fango (1917): “…un comerciante mishé / que lo dejaste arruinado, / sin el vento y amurado / en la puerta de un café”.
- Nunca es tarde (1924): “Y total porque la mina te la dio por la azotea / y en el medio de la vía amurado te dejó”.
- Amurado (1927): “Una tarde más tristona que la pena que me aqueja / arregló su bagayito y amurado me dejó”.
- Lloró como una mujer (1929): “Me engrupiste bien debute con el cuento e’ la tristeza /pues creí que te morías si te dejaba amurao”.

## Otras obras
Una obra de Julio F. Escobar se llamó Amurado.